# 尤斯塔西奥斯·基米内阿特斯
尤斯塔西奥斯·基米内阿特斯（希臘語：Εὐστάθιος Κυμινειανός）是拜占庭帝国的一位宦官，并担任海军将领，活跃于阿莱克修斯一世（1081-1118年在位）时期。

## 生平
尤斯塔西奥斯的经历仅见于安娜·科穆宁娜的《阿莱克修斯传》。他第一次出现在历史记载中是在1087年（或1093年），当时阿莱克修斯一世正在君士坦丁堡接待来访的尼西亚塞尔柱埃米尔 阿布·卡西姆，虽然双方达成了和平协议，但阿莱克修斯仍决定利用对方不在驻地的机会，在其地建立一座堡垒，以回应突厥人最近对尼科米底亚的征服；于是尤斯塔西奥斯受命率领一支小规模舰队装载建筑材料与劳力前往建设。为了防止对方警觉，皇帝命令他仁慈地对待突厥人，并诈称阿布·卡西姆同意这一建设，封锁比提尼亚海岸，提防埃米尔回国。这些计谋奏效，尤斯塔西奥斯完成了建设任务。
他下次出现是在1095年，当时他在楚罗洛斯（Τζουρουλός，今乔尔卢）抓获了自称是罗曼努斯四世（1068-1071年在位）之子、勾结库曼人入侵的叛乱者，尤斯塔西奥斯将他致盲，并送往君士坦丁堡。数年之后（1101/02年），安条克的博希蒙德及其侄子坦克雷德正与帝国交战，坦克雷德率军包围老底嘉（今拉塔基亚），皇帝派尤斯塔西奥斯率舰队前往夺取了科里科斯岛和塞琉西亚（今锡利夫凯）的港口，并可能于此时把他的官职从“御墨主管（ἐπὶ τοῦ κανικλείου）”晋升为“舰队大长官（μέγας δρουγγάριος τοῦ στόλου）”。尤斯塔西奥斯迅速完成了任务，在两地部署了强大的驻军，之后返回君士坦丁堡。 
1107年他最后一次在历史记载中出现，当时阿莱克修斯一世亲征西巴尔干与博希蒙德作战，尤斯塔西奥斯与尼基弗罗斯·德卡诺斯（Νικεφόρος Δεκανός）受命管理君士坦丁堡事务。

## 引用
1. ↑  Skoulatos (1980), p. 85
2. ↑  Jeffreys, M. . Prosopography of the Byzantine World. 2016  [2024-01-27]. （原始内容存档于2024-01-27） （英语）.
3. 1 2  Skoulatos (1980), p. 86
4. 1 2  Skoulatos (1980), pp. 86–87